# Herbert Berthold Libiszewski
Herbert Berthold Libiszewski, Pseudonym Libis (* 17. Mai 1897 in Bischofszell; † 19. August 1985 in St. Gallen) war ein Schweizer Grafiker, Illustrator, Stickereientwerfer, Plakatkünstler und Maler.

## Leben und Werk
Herbert Berthold Libiszewski liess sich an der Stickereischule St. Gallen zum Stickereientwerfer ausbilden. Ab 1917 besuchte er Kurse bei Carl Johann Becker-Gundahl an der Münchener Akademie der Künste sowie an der Genfer École des Beaux-Arts. Libiszewski lebte ab 1921 in Paris und besuchte freie Akademien. Zudem arbeitete er als Modezeichner und Illustrator für Jardin des Modes, Votre Beauté, Marie Claire und Vogue.
1941 kehrte Libiszewski in die Schweiz zurück und widmete sich dem Plakat und der Malerei. 1949 und 1955 gewann er den Preis für das Schweizer Plakats des Jahres.
Herbert Berthold Libiszewski war mit Gertrud, geborene Jenny, verheiratet. Ihr gemeinsamer Sohn war der Fotograf und Dozent für Fotografie Serge Libiszewski (1930–2019).